# Interkosmos
Interkosmos war ein wissenschaftliches Programm der Sowjetunion zur Einbindung nicht-sowjetischer Technik in das sowjetische Raumfahrtprogramm. Zur Umsetzung wurde im Ostblock bald nach dem Start des ersten Sputnik 1957 eine gleichnamige Vereinigung zur friedlichen Erforschung des Weltraums mit internationalen Mitteln der Raumfahrt gegründet. Im Rahmen des Interkosmos-Programms wurde erstmals Raumfahrern anderer Nationen die Teilnahme an Raumflügen ermöglicht. Auf der Basis der Erfahrungen der Interkosmos-Zusammenarbeit wurden dann auch ähnliche Programme mit anderen Staaten (Frankreich, Indien, Syrien, Afghanistan) vereinbart.
Das „Abkommen über die Beteiligung an der Erforschung und Nutzung des Weltraumes mit Hilfe von künstlichen Erdsatelliten zu friedlichen Zwecken“ wurde 1967 zwischen den Regierungen der Sowjetunion und der weiteren sozialistischen Länder abgeschlossen und bestand bis 1990.
Ähnlich der internationalen Committee on Space Research (COSPAR) förderte Interkosmos die Astronomie mit Erdsatelliten, Ballonsonden, Höhenforschungsraketen sowie Raumsonden. Die Kooperation hatte jedoch keine eigene internationale Institution wie etwa die Europäische Weltraumorganisation (ESA), die ein eigenes Budget aus den Beiträgen der Teilnehmerstaaten hat.

## Jeder Staat ein eigenes Budget
Bei Interkosmos musste jede Seite alle im eigenen Bereich anfallenden Kosten selbst tragen. Die Sowjetunion stellte vor allem die Raketen und die Sojus-Raumschiffe zur Verfügung und forderte von den anderen Staaten die Entwicklung und Bereitstellung eigener Geräte, Messinstrumente und Anlagen für den Einsatz auf der sowjetischen Trägertechnik.
Die Aktivitäten der etwa zehn Mitgliedsstaaten führten zu zahlreichen gemeinsamen Projekten der Weltraumforschung, unter anderem zum ausgedehnten Programm der Kosmos-Satelliten zwischen etwa 1965 und 1990 und zu intensivem Austausch der beteiligten Wissenschaftler und Organisationen. Die Interkosmos-Kongresse fanden in ein- bis zweijährigem Rhythmus mit dazwischen liegenden Spezialtagungen statt.
Es bestand ein eigenes Koordinierungskomitee Interkosmos (KoKo), dessen stellvertretender Vorsitzender Heinz Kautzleben 1988 wurde, wobei er gleichzeitig den Vorsitz des wissenschaftlichen Beirates des KoKo übernahm.

### Interkosmonauten
Mit dem Besuch des tschechoslowakischen Interkosmonauten Vladimír Remek 1978, dem ersten Raumfahrer, der nicht aus den USA bzw. der Sowjetunion kam, wurden die Möglichkeiten der Raumstation Saljut 6 erweitert. Einerseits konnten propagandistisch wirksame Erstleistungen sozialistischer Staaten (jeweils Erstflug für das Gastland) erzielt werden, andererseits wurden die wissenschaftlichen Potentiale dieser Länder nach ersten unbemannten Satelliten auch für den bemannten Weltraumflug erschlossen. Dabei wurden die Regeln der Interkosmos-Organisation weiterentwickelt. Sowohl der Ablauf als auch die propagandistische Ausgestaltung (z. B. Pressearbeit, Abzeichen) der Missionen baute auf den Erfahrungen des Apollo-Sojus-Test-Projekts auf.
Kern der relativ einheitlichen Interkosmos-Missionen waren daher Übertragungen des Starts, von Gesprächen mit den jeweiligen Partei- bzw. Staatschefs und Grüße an die Heimatbevölkerung. Daneben wurden Beobachtungen und Aufnahmen (auch multispektral mit der MKF 6) des Heimatlandes des Gastes, medizinisch-biologische Untersuchungen und Experimente mit landestypischen Produkten durchgeführt. Der Gastbesuch war auf ca. 7 Tage und 21,5 Stunden (mit nur einer Toleranz von ± 1 Stunde) ausgelegt. Die Vorbereitung dieser Missionen benötigte nicht besonders viel Zeit, da meist auf in der Sowjetunion ausgebildete (also sprachkundige) Militärflieger zurückgegriffen werden konnte.
| Datum              | Kosmonaut im All               | Ersatzkosmonaut                | Nation      | Mission    |
| ------------------ | ------------------------------ | ------------------------------ | ----------- | ---------- |
| 2. März 1978       | Vladimír Remek                 | Oldřich Pelčák                 | ČSSR        | Sojus 28   |
| 27. Juni 1978      | Mirosław Hermaszewski          | Zenon Jankowski                | Polen       | Sojus 30   |
| 26. August 1978    | Sigmund Jähn                   | Eberhard Köllner               | DDR         | Sojus 31   |
| 10. April 1979     | Georgi Iwanow                  | Alexandar Panaiotow Alexandrow | Bulgarien   | Sojus 33   |
| 26. Mai 1980       | Bertalan Farkas                | Béla Magyari                   | Ungarn      | Sojus 36   |
| 23. Juli 1980      | Phạm Tuân                      | Thanh Liem Bui                 | Vietnam     | Sojus 37   |
| 18. September 1980 | Arnaldo Tamayo Méndez          | José López Falcón              | Kuba        | Sojus 38   |
| 23. März 1981      | Dschügderdemidiin Gürragtschaa | Maidardschavyn Ganzorig        | Mongolei    | Sojus 39   |
| 14. Mai 1981       | Dumitru Prunariu               | Dumitru Dediu                  | Rumänien    | Sojus 40   |
| 24. Juni 1982      | Jean-Loup Chrétien             | Patrick Baudry                 | Frankreich  | Sojus T-6  |
| 2. April 1984      | Rakesh Sharma                  | Ravish Malhotra                | Indien      | Sojus T-11 |
| 22. Juli 1987      | Muhammed Ahmed Faris           | Munir Habib Habib              | Syrien      | Sojus TM-3 |
| 6. Juli 1988       | Alexandar Panaiotow Alexandrow | Krasimir Michailow Stojanow    | Bulgarien   | Sojus TM-5 |
| 29. August 1988    | Abdul Ahad Momand              | Mohammad Dauran Ghulam Masum   | Afghanistan | Sojus TM-6 |
| 26. November 1988  | Jean-Loup Chrétien             | Michel Tognini                 | Frankreich  | Sojus TM-7 |

### Erster deutscher Raumflug

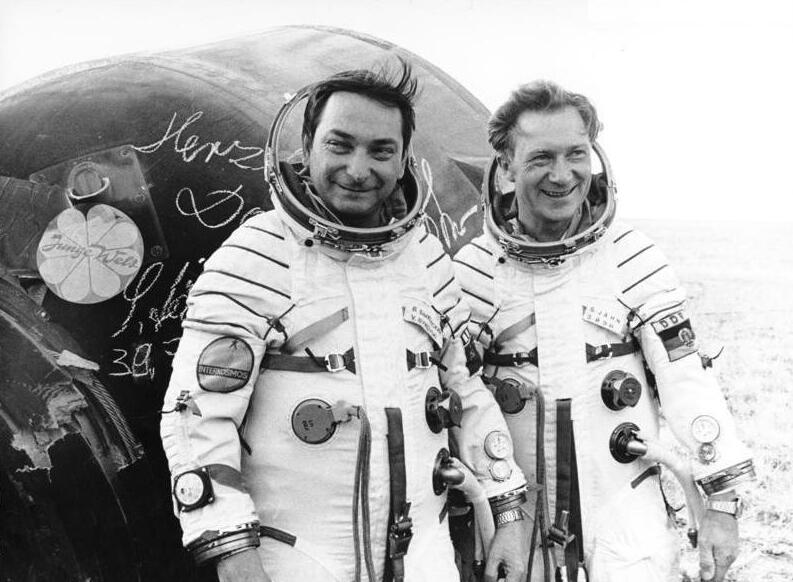
Sigmund Jähn (rechts) und Waleri Bykowski nach ihrer Landung am 3. September 1978

Am 26. August 1978 startete der dritte bemannte Raumflug des Interkosmos-Programms mit Sojus 31 zur Raumstation Saljut 6. Die Kosmonauten waren Waleri Bykowski und der Vogtländer und NVA-Oberst Sigmund Jähn. Das Debüt der Bundesrepublik Deutschland fand fünf Jahre später mit Ulf Merbold an Bord von STS-9 statt. Die Mission war wissenschaftlich sehr erfolgreich und einige Geräte „made in GDR“ bewährten sich – vor allem die Multispektralkamera MKF 6.
Zu weiteren Flügen mit DDR-Piloten kam es allerdings nicht – dafür hätte die Sowjetunion satzungsgemäß Geld verlangt. Nach der Wende arbeitete Jähn für das Deutsche Zentrum für Luft- und Raumfahrt (DLR) sowie für die ESA. Dabei wirkte er als erfolgreicher Vermittler zwischen russischen, deutschen und ESA-Projekten, die etwa die anlaufende Kooperation mit der Raumstation Mir und inzwischen auch mit der ISS vorbereiteten.

### Zwei Flüge für Bulgarien
Der Interkosmosflug Sojus 33, an dem der bulgarische Kosmonaut Iwanow teilnahm, musste vorzeitig beendet werden, weil die Ankopplung an die Raumstation Saljut 6 misslang. Der Flug wurde neun Jahre später mit Sojus TM-5 und Iwanows Ersatzmann Alexandar Panaiotow Alexandrow nachgeholt.

## Andere Bereiche der Technik

### Weltraumtechnische Entwicklungen der DDR
Schon im ersten Jahrzehnt seit Sputnik 1 befassten sich viele Einrichtungen der DDR mit der Nutzung der Raumfahrt – vor allem in Geowissenschaften, Astronomie und Anwendungen der neuen Techniken auf einzelnen Fachgebieten:
- Empfang und Analyse der Messsignale von Satelliten der USA und der UdSSR
- Anwendungen in Ionosphärenphysik und Meteorologie
- Satellitengeodäsie und Bahnbestimmung mit optischen Richtungsmessungen
- Entwicklung von Empfängern im Ionosphären-Observatorium Kühlungsborn und im Heinrich Hertz-Institut für Schwingungsforschung in Neustrelitz
- Wettersatelliten-Stationen WES  in Kühlungsborn und Berlin-Adlershof
- Entwicklung der SBG-Satellitenkamera (Satellitenbeobachtungsgerät) durch den VEB Carl Zeiss Jena, die auch an Geodäten anderer Staaten exportiert wurde
- Beteiligung am Programm Vertikal zur Erforschung solarer Strahlung; z. B. mit Lyman-Alpha-Photometern, die auch auf Interkosmos 2 und 4 flogen[1]

### Fernerkundung, Laserphysik und Medizin
Im Rahmen von Intersputnik beteiligte man sich
- am Aufbau spezieller Datenbanken für Fernerkundungszwecke
- am Forschungsprogramm Interkosmos-Laserphysik: Entwicklung und Kleinserienproduktion eines leistungsfähigen Stickstofflasers und eines Picosekunden-Laserpuls-Baukastensystem mit CW-Farbstofflaser, gepumpt mit modensynchronisiertem Argon-Ionen-Laser
- an Messgeräten wie Scanningkorrelator, Lyot-Filter, Geräten zur Einzelphotonen-Messung,
- an Laseranwendungen: opto-akustische Spektrometer mit CW-Lasern für Gasanalyse und polygrafische Industrie
- an der Entwicklung eines Lasermikrofluorometers mit Picosekunden-Auflösung
- an optischen Proben für Medizin (Krebsforschung) und Biologie.

## Eponyme
Der Asteroid (2365) Interkosmos ist nach dem Programm benannt.